# Gorman Thomas
James Gorman Thomas (Charleston, Carolina del Sur, 12 de diciembre de 1950), más conocido como Gorman Thomas, es un exjugador profesional estadounidense de béisbol que se desempeñó en la posición de jardinero central en las Grandes Ligas de Béisbol (MLB).

## Carrera
Thomas jugó como profesional diez temporadas en Milwaukee Brewers (1973-1976, 1978-1983), después pasó a Cleveland Indians (1983), luego a Seattle Mariners (1984-1986), posteriormente regresó a Milwaukee Brewers, donde jugó una temporada (1986), y fue el equipo en el que se retiró.

## Títulos
Fue campeón en jonrones de la Liga Americana en dos oportunidades (1979 y 1982).